# Lista över fornlämningar i Flens kommun (Blacksta)
Lista över fornlämningar i Flens kommun (Blacksta) är en förteckning av ett urval av de fornlämningar som finns i Blacksta i Flens kommun.
| Namn                            | Lämningstyp                 | Tillkomsttid | Historisk indelning    | Plats  | Läge                 | ID-nr          | Bild                                      |
| ------------------------------- | --------------------------- | ------------ | ---------------------- | ------ | -------------------- | -------------- | ----------------------------------------- |
| Blacksta 1:1                    | Hög                         |              | Blacksta, Södermanland |        | 58.964725, 16.605636 | 10031300010001 | Ladda upp en bild av detta fornminne      |
| Sö 360 (Blacksta 1:2)           | Runristning                 |              | Blacksta, Södermanland | Bjudby | 58.964553, 16.605683 | 10031300010002 | Ladda upp en till bild av detta fornminne |
| Sö 54 (Blacksta 2:1)            | Runristning                 |              | Blacksta, Södermanland | Bjudby | 58.959384, 16.613108 | 10031300020001 | Ladda upp en till bild av detta fornminne |
| Gravkullarna (Blacksta 3:1)     | Gravfält                    |              | Blacksta, Södermanland |        | 58.958679, 16.623121 | 10031300030001 | Ladda upp en bild av detta fornminne      |
| Kung Blackes hög (Blacksta 4:1) | Gravfält                    |              | Blacksta, Södermanland |        | 58.958777, 16.628242 | 10031300040001 | Ladda upp en bild av detta fornminne      |
| Kung Blackes hög (Blacksta 4:2) | Stensättning                |              | Blacksta, Södermanland |        | 58.958469, 16.626961 | 10031300040002 | Ladda upp en bild av detta fornminne      |
| Blacksta 5:1                    | Stensättning                |              | Blacksta, Södermanland |        | 58.959457, 16.629306 | 10031300050001 | Ladda upp en bild av detta fornminne      |
| Blacksta 5:2                    | Stensättning                |              | Blacksta, Södermanland |        | 58.959656, 16.629190 | 10031300050002 | Ladda upp en bild av detta fornminne      |
| Blacksta 6:1                    | Hög                         |              | Blacksta, Södermanland |        | 58.963420, 16.630434 | 10031300060001 | Ladda upp en bild av detta fornminne      |
| Blacksta 6:3                    | Hög                         |              | Blacksta, Södermanland |        | 58.963396, 16.630102 | 10031300060003 | Ladda upp en bild av detta fornminne      |
| Blacksta 7:1                    | Gravfält                    |              | Blacksta, Södermanland |        | 58.963347, 16.632121 | 10031300070001 | Ladda upp en bild av detta fornminne      |
| Blacksta 8:1                    | Stensättning                |              | Blacksta, Södermanland |        | 58.966160, 16.629400 | 10031300080001 | Ladda upp en bild av detta fornminne      |
| Blacksta 10:1                   | Stensättning                |              | Blacksta, Södermanland |        | 58.969265, 16.629945 | 10031300100001 | Ladda upp en bild av detta fornminne      |
| Blacksta 10:2                   | Stensättning                |              | Blacksta, Södermanland |        | 58.969415, 16.630229 | 10031300100002 | Ladda upp en bild av detta fornminne      |
| Blacksta 10:3                   | Stensättning                |              | Blacksta, Södermanland |        | 58.969404, 16.630524 | 10031300100003 | Ladda upp en bild av detta fornminne      |
| Blacksta 10:4                   | Stensättning                |              | Blacksta, Södermanland |        | 58.969551, 16.630076 | 10031300100004 | Ladda upp en bild av detta fornminne      |
| Blacksta 12:1                   | Gravfält                    |              | Blacksta, Södermanland |        | 58.950795, 16.617339 | 10031300120001 | Ladda upp en bild av detta fornminne      |
| Blacksta 13:1                   | Gravfält                    |              | Blacksta, Södermanland |        | 58.953738, 16.614807 | 10031300130001 | Ladda upp en bild av detta fornminne      |
| Blacksta 14:1                   | Stensättning                |              | Blacksta, Södermanland |        | 58.954781, 16.615812 | 10031300140001 | Ladda upp en bild av detta fornminne      |
| Hovby skans (Blacksta 15:1)     | Fornborg                    |              | Blacksta, Södermanland |        | 58.951782, 16.612168 | 10031300150001 | Ladda upp en bild av detta fornminne      |
| Blacksta 16:1                   | Gravfält                    |              | Blacksta, Södermanland |        | 58.956033, 16.590484 | 10031300160001 | Ladda upp en bild av detta fornminne      |
| Blacksta 17:1                   | Gravfält                    |              | Blacksta, Södermanland |        | 58.956968, 16.645026 | 10031300170001 | Ladda upp en bild av detta fornminne      |
| Blacksta 19:1                   | Gravfält                    |              | Blacksta, Södermanland |        | 58.970730, 16.647152 | 10031300190001 | Ladda upp en bild av detta fornminne      |
| Blacksta 20:1                   | Röse                        |              | Blacksta, Södermanland |        | 58.949075, 16.646982 | 10031300200001 | Ladda upp en bild av detta fornminne      |
| Blacksta 20:2                   | Röse                        |              | Blacksta, Södermanland |        | 58.948955, 16.647431 | 10031300200002 | Ladda upp en bild av detta fornminne      |
| Blacksta 21:1                   | Gravfält                    |              | Blacksta, Södermanland |        | 58.947854, 16.642965 | 10031300210001 | Ladda upp en bild av detta fornminne      |
| Blacksta 22:1                   | Gravfält                    |              | Blacksta, Södermanland |        | 58.950557, 16.638798 | 10031300220001 | Ladda upp en bild av detta fornminne      |
| Blacksta 23:1                   | Stensättning                |              | Blacksta, Södermanland |        | 58.950673, 16.640328 | 10031300230001 | Ladda upp en bild av detta fornminne      |
| Blacksta 24:1                   | Stensättning                |              | Blacksta, Södermanland |        | 58.949613, 16.643673 | 10031300240001 | Ladda upp en bild av detta fornminne      |
| Blacksta 24:2                   | Stensättning                |              | Blacksta, Södermanland |        | 58.949732, 16.643485 | 10031300240002 | Ladda upp en bild av detta fornminne      |
| Blacksta 24:3                   | Stensättning                |              | Blacksta, Södermanland |        | 58.949814, 16.643296 | 10031300240003 | Ladda upp en bild av detta fornminne      |
| Blacksta 24:4                   | Stensättning                |              | Blacksta, Södermanland |        | 58.949616, 16.643273 | 10031300240004 | Ladda upp en bild av detta fornminne      |
| Blacksta 25:1                   | Gravfält                    |              | Blacksta, Södermanland |        | 58.948539, 16.648875 | 10031300250001 | Ladda upp en bild av detta fornminne      |
| Blacksta 26:1                   | Gravfält                    |              | Blacksta, Södermanland |        | 58.949427, 16.645432 | 10031300260001 | Ladda upp en bild av detta fornminne      |
| Blacksta 27:1                   | Gravfält                    |              | Blacksta, Södermanland |        | 58.948580, 16.663114 | 10031300270001 | Ladda upp en bild av detta fornminne      |
| Sö 56 (Blacksta 28:1)           | Runristning                 |              | Blacksta, Södermanland | Fyrby  | 58.953267, 16.668943 | 10031300280001 | Ladda upp en till bild av detta fornminne |
| Blacksta 29:1                   | Gravfält                    |              | Blacksta, Södermanland |        | 58.951625, 16.665453 | 10031300290001 | Ladda upp en bild av detta fornminne      |
| Blacksta 30:1                   | Stensättning                |              | Blacksta, Södermanland |        | 58.952636, 16.669150 | 10031300300001 | Ladda upp en bild av detta fornminne      |
| Blacksta 31:1                   | Stensättning                |              | Blacksta, Södermanland |        | 58.957757, 16.607314 | 10031300310001 | Ladda upp en bild av detta fornminne      |
| Blacksta 32:1                   | Gravfält                    |              | Blacksta, Södermanland |        | 58.960130, 16.615109 | 10031300320001 | Ladda upp en bild av detta fornminne      |
| Blacksta 33:1                   | Stensättning                |              | Blacksta, Södermanland |        | 58.961096, 16.618418 | 10031300330001 | Ladda upp en bild av detta fornminne      |
| Blacksta 34:1                   | Gravfält                    |              | Blacksta, Södermanland |        | 58.959734, 16.615968 | 10031300340001 | Ladda upp en bild av detta fornminne      |
| Sö 55 (Blacksta 34:2)           | Runristning                 |              | Blacksta, Södermanland | Bjudby | 58.959755, 16.616341 | 10031300340002 | Ladda upp en till bild av detta fornminne |
| Blacksta 35:1                   | Stensättning                |              | Blacksta, Södermanland |        | 58.968914, 16.624134 | 10031300350001 | Ladda upp en bild av detta fornminne      |
| Blacksta 36:1                   | Gravfält                    |              | Blacksta, Södermanland |        | 58.956708, 16.648229 | 10031300360001 | Ladda upp en bild av detta fornminne      |
| Blacksta 37:1                   | Stensättning                |              | Blacksta, Södermanland |        | 58.956454, 16.645638 | 10031300370001 | Ladda upp en bild av detta fornminne      |
| Blacksta 37:2                   | Stensättning                |              | Blacksta, Södermanland |        | 58.956489, 16.645761 | 10031300370002 | Ladda upp en bild av detta fornminne      |
| Blacksta 38:1                   | Stensättning                |              | Blacksta, Södermanland |        | 58.939323, 16.669749 | 10031300380001 | Ladda upp en bild av detta fornminne      |
| Blacksta 39:1                   | Stensättning                |              | Blacksta, Södermanland |        | 58.935535, 16.668171 | 10031300390001 | Ladda upp en bild av detta fornminne      |
| Blacksta 39:2                   | Stensättning                |              | Blacksta, Södermanland |        | 58.935097, 16.667827 | 10031300390002 | Ladda upp en bild av detta fornminne      |
| Blacksta 40:1                   | Gravfält                    |              | Blacksta, Södermanland |        | 58.943251, 16.654466 | 10031300400001 | Ladda upp en bild av detta fornminne      |
| Blacksta 41:1                   | Hög                         |              | Blacksta, Södermanland |        | 58.953570, 16.661413 | 10031300410001 | Ladda upp en bild av detta fornminne      |
| Blacksta 41:2                   | Hög                         |              | Blacksta, Södermanland |        | 58.953666, 16.661763 | 10031300410002 | Ladda upp en bild av detta fornminne      |
| Blacksta 42:1                   | Röse                        |              | Blacksta, Södermanland |        | 58.959610, 16.686320 | 10031300420001 | Ladda upp en bild av detta fornminne      |
| Blacksta 43:1                   | Röse                        |              | Blacksta, Södermanland |        | 58.948569, 16.679501 | 10031300430001 | Ladda upp en bild av detta fornminne      |
| Blacksta 44:1                   | Stensättning                |              | Blacksta, Södermanland |        | 58.938046, 16.695767 | 10031300440001 | Ladda upp en bild av detta fornminne      |
| Blacksta 45:1                   | Stensättning                |              | Blacksta, Södermanland |        | 58.938493, 16.701835 | 10031300450001 | Ladda upp en bild av detta fornminne      |
| Blacksta 46:1                   | Röse                        |              | Blacksta, Södermanland |        | 58.940628, 16.691404 | 10031300460001 | Ladda upp en bild av detta fornminne      |
| Blacksta 47:1                   | Stensättning                |              | Blacksta, Södermanland |        | 58.939910, 16.695258 | 10031300470001 | Ladda upp en bild av detta fornminne      |
| Blacksta 48:1                   | Röse                        |              | Blacksta, Södermanland |        | 58.933713, 16.678003 | 10031300480001 | Ladda upp en bild av detta fornminne      |
| Blacksta 49:1                   | Stensättning                |              | Blacksta, Södermanland |        | 58.983781, 16.652728 | 10031300490001 | Ladda upp en bild av detta fornminne      |
| Blacksta 50:1                   | Stensättning                |              | Blacksta, Södermanland |        | 58.981133, 16.643694 | 10031300500001 | Ladda upp en bild av detta fornminne      |
| Blacksta 51:1                   | Fornborg                    |              | Blacksta, Södermanland |        | 58.944848, 16.651847 | 10031300510001 | Ladda upp en bild av detta fornminne      |
| Blacksta 53:1                   | Grav markerad av sten/block |              | Blacksta, Södermanland |        | 58.953738, 16.587314 | 10031300530001 | Ladda upp en bild av detta fornminne      |
| Blacksta 54:1                   | Gravfält                    |              | Blacksta, Södermanland |        | 58.953761, 16.586179 | 10031300540001 | Ladda upp en bild av detta fornminne      |
| Blacksta 55:1                   | Stensättning                |              | Blacksta, Södermanland |        | 58.957171, 16.636674 | 10031300550001 | Ladda upp en bild av detta fornminne      |
| Blacksta 55:2                   | Stensättning                |              | Blacksta, Södermanland |        | 58.957272, 16.636450 | 10031300550002 | Ladda upp en bild av detta fornminne      |
| Blacksta 55:3                   | Stensättning                |              | Blacksta, Södermanland |        | 58.957390, 16.636315 | 10031300550003 | Ladda upp en bild av detta fornminne      |
| Blacksta 56:1                   | Gravfält                    |              | Blacksta, Södermanland |        | 58.957652, 16.636853 | 10031300560001 | Ladda upp en bild av detta fornminne      |
| Blacksta 58:1                   | Stensättning                |              | Blacksta, Södermanland |        | 58.953043, 16.669980 | 10031300580001 | Ladda upp en bild av detta fornminne      |
| Blacksta 58:2                   | Stensättning                |              | Blacksta, Södermanland |        | 58.953176, 16.670159 | 10031300580002 | Ladda upp en bild av detta fornminne      |
| Blacksta 59:1                   | Stensättning                |              | Blacksta, Södermanland |        | 58.961315, 16.620288 | 10031300590001 | Ladda upp en bild av detta fornminne      |
| Blacksta 59:2                   | Stensättning                |              | Blacksta, Södermanland |        | 58.961181, 16.620144 | 10031300590002 | Ladda upp en bild av detta fornminne      |
| Blacksta 61:1                   | Stensättning                |              | Blacksta, Södermanland |        | 58.957865, 16.642145 | 10031300610001 | Ladda upp en bild av detta fornminne      |
| Blacksta 62:1                   | Hög                         |              | Blacksta, Södermanland |        | 58.958337, 16.630022 | 10031300620001 | Ladda upp en bild av detta fornminne      |
| Blacksta 64:1                   | Gravfält                    |              | Blacksta, Södermanland |        | 58.946971, 16.644057 | 10031300640001 | Ladda upp en bild av detta fornminne      |
| Blacksta 66:1                   | Fornborg                    |              | Blacksta, Södermanland |        | 58.967391, 16.634814 | 10031300660001 | Ladda upp en bild av detta fornminne      |
| Blacksta 67:1                   | Stensättning                |              | Blacksta, Södermanland |        | 58.961563, 16.643824 | 10031300670001 | Ladda upp en bild av detta fornminne      |
| Blacksta 68:1                   | Stensättning                |              | Blacksta, Södermanland |        | 58.963016, 16.643101 | 10031300680001 | Ladda upp en bild av detta fornminne      |
| Blacksta 69:1                   | Gravfält                    |              | Blacksta, Södermanland |        | 58.956112, 16.645581 | 10031300690001 | Ladda upp en bild av detta fornminne      |
| Blacksta 71:1                   | Stensättning                |              | Blacksta, Södermanland |        | 58.975513, 16.652449 | 10031300710001 | Ladda upp en bild av detta fornminne      |
| Blacksta 72:1                   | Stensättning                |              | Blacksta, Södermanland |        | 58.967120, 16.667175 | 10031300720001 | Ladda upp en bild av detta fornminne      |
| Blacksta 73:1                   | Stensättning                |              | Blacksta, Södermanland |        | 58.970003, 16.648188 | 10031300730001 | Ladda upp en bild av detta fornminne      |
| Blacksta 74:1                   | Stensättning                |              | Blacksta, Södermanland |        | 58.954241, 16.612384 | 10031300740001 | Ladda upp en bild av detta fornminne      |
| Blacksta 75:1                   | Stensättning                |              | Blacksta, Södermanland |        | 58.954066, 16.605762 | 10031300750001 | Ladda upp en bild av detta fornminne      |
| Blacksta 77:1                   | Stensättning                |              | Blacksta, Södermanland |        | 58.943405, 16.694965 | 10031300770001 | Ladda upp en bild av detta fornminne      |
| Blacksta 78:1                   | Stensättning                |              | Blacksta, Södermanland |        | 58.940779, 16.689583 | 10031300780001 | Ladda upp en bild av detta fornminne      |
| Blacksta 78:2                   | Stensättning                |              | Blacksta, Södermanland |        | 58.941072, 16.690045 | 10031300780002 | Ladda upp en bild av detta fornminne      |
| Blacksta 79:1                   | Hög                         |              | Blacksta, Södermanland |        | 58.955888, 16.648981 | 10031300790001 | Ladda upp en bild av detta fornminne      |
| Blacksta 80:1                   | Stensättning                |              | Blacksta, Södermanland |        | 58.956355, 16.647881 | 10031300800001 | Ladda upp en bild av detta fornminne      |
| Blacksta 80:2                   | Stensättning                |              | Blacksta, Södermanland |        | 58.956467, 16.648598 | 10031300800002 | Ladda upp en bild av detta fornminne      |
| Blacksta 80:3                   | Stensättning                |              | Blacksta, Södermanland |        | 58.956212, 16.647842 | 10031300800003 | Ladda upp en bild av detta fornminne      |
| Blacksta 80:4                   | Stensättning                |              | Blacksta, Södermanland |        | 58.956133, 16.647596 | 10031300800004 | Ladda upp en bild av detta fornminne      |
| Blacksta 80:5                   | Stensättning                |              | Blacksta, Södermanland |        | 58.956032, 16.647819 | 10031300800005 | Ladda upp en bild av detta fornminne      |
| Blacksta 81:1                   | Stensättning                |              | Blacksta, Södermanland |        | 58.943704, 16.669205 | 10031300810001 | Ladda upp en bild av detta fornminne      |
| Blacksta 82:1                   | Stensättning                |              | Blacksta, Södermanland |        | 58.943712, 16.665933 | 10031300820001 | Ladda upp en bild av detta fornminne      |
| Blacksta 83:1                   | Stensättning                |              | Blacksta, Södermanland |        | 58.940020, 16.665785 | 10031300830001 | Ladda upp en bild av detta fornminne      |
| Blacksta 86:1                   | Hög                         |              | Blacksta, Södermanland |        | 58.947340, 16.596950 | 10031300860001 | Ladda upp en bild av detta fornminne      |
| Blacksta 87:1                   | Stensättning                |              | Blacksta, Södermanland |        | 58.972036, 16.682050 | 10031300870001 | Ladda upp en bild av detta fornminne      |
| Blacksta 88:1                   | Stensättning                |              | Blacksta, Södermanland |        | 58.952939, 16.576635 | 10031300880001 | Ladda upp en bild av detta fornminne      |
| Blacksta 92:1                   | Gravfält                    |              | Blacksta, Södermanland |        | 58.952329, 16.667567 | 10031300920001 | Ladda upp en bild av detta fornminne      |
| Blacksta 93:1                   | Gravfält                    |              | Blacksta, Södermanland |        | 58.951581, 16.656002 | 10031300930001 | Ladda upp en bild av detta fornminne      |
| Blacksta 94:1                   | Stensättning                |              | Blacksta, Södermanland |        | 58.955707, 16.664525 | 10031300940001 | Ladda upp en bild av detta fornminne      |
| Blacksta 94:2                   | Stensättning                |              | Blacksta, Södermanland |        | 58.955718, 16.664377 | 10031300940002 | Ladda upp en bild av detta fornminne      |
| Blacksta 94:3                   | Stensättning                |              | Blacksta, Södermanland |        | 58.955725, 16.664197 | 10031300940003 | Ladda upp en bild av detta fornminne      |
| Blacksta 95:1                   | Gravfält                    |              | Blacksta, Södermanland |        | 58.959513, 16.628396 | 10031300950001 | Ladda upp en bild av detta fornminne      |
| Blacksta 96:1                   | Gravfält                    |              | Blacksta, Södermanland |        | 58.950271, 16.616512 | 10031300960001 | Ladda upp en bild av detta fornminne      |